# 884
Het jaar 884 is het 84e jaar in de 9e eeuw volgens de christelijke jaartelling.

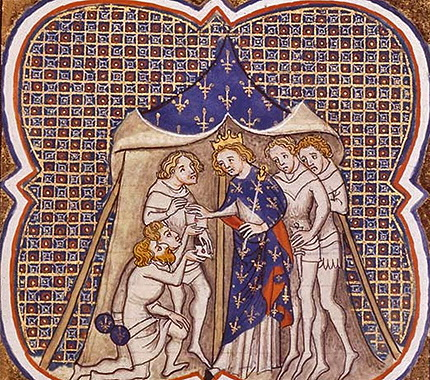
West-Frankische gezanten bieden keizer Karel de Dikke de kroon van het rijk aan

## Gebeurtenissen

### Europa
- Zomer - Koning Karloman II betaalt schatting (Danegeld) aan de Vikingen om de plunderingen in de Rijndelta tegen te gaan. Ondanks een vredesverdrag (gesloten in Amiens) gaat Vikinghoofdman Godfried de Noorman verder met rooftochten langs de Maas.
- Godfried staat toe, dat een Deense vloot in

Kennemerland aankomt en over de Rijn naar Duisburg trekt. Duisburg wordt ingenomen en er wordt overwinterd.
Hendrik van Babenberg, een Frankische markgraaf, verzamelt een Frankisch leger (gesteund door bisschop Arn van Würzburg) en bevrijdt Duisburg en gebieden van de Nederrijn (huidige Noordrijn-Westfalen).
- Boudewijn II, graaf van Vlaanderen, trouwt met de 16-jarige prinses Ælfthryth, een dochter van koning Alfred de Grote. Hierdoor wordt een alliantie gevormd met Wessex, om vermoedelijk meer steun te krijgen tegen de Vikingen die ook Engeland onveilig maken.
- 12 december - Karloman II overlijdt tijdens de jacht. Hij wordt opgevolgd door zijn neef Karel de Dikke (keizer van Italië). De West-Frankische edelen nodigen hem uit om het Westen over te nemen en het Frankische Rijk (voor de laatste keer) te 'herenigen'.

### Arabische Rijk
- De Aghlabidische moslims verwoesten op Sicilië na hevige tegenstand van de Byzantijnen de havenstad Catania.

### Azië
- De Boerenopstand onder leiding van rebellenleider Huang Chao wordt door Chinese troepen van keizer Xi Zong onderdrukt. De steden Chang'an en Luoyang worden hevig verwoest door de opstandelingen.
- De 15-jarige keizer Yōzei wordt afgezet na een regeerperiode van 8 jaar. Hij wordt opgevolgd door zijn oudoom Kōkō als de 58e keizer van Japan.

### Religie
- 15 mei – Paus Martinus II overlijdt in Rome na een pontificaat van slechts 1½ jaar. Hij wordt opgevolgd door Adrianus III (ofwel Hadrianus III) als de 109e paus van de Katholieke Kerk.

## Geboren
- Burchard II, hertog van Zwaben (of 883)
- Herbert II, graaf van Vermandois (overleden 943)

## Overleden
- 15 mei - Martinus II, paus van de Katholieke Kerk
- 12 december - Karloman II, koning van het West-Frankische Rijk
- Huang Chao, Chinees rebellenleider